# Зипсер, Казимир
Казимир Зипсер (пол. Kazimierz Zipser; 2 января 1875, Збараж — 8 июня 1961, Вроцлав) — польский железнодорожный инженер, ректор Львовской политехники в 1928-1929 и 1932-1933 годах.

## Биография
В 1892 окончил 4-ю среднюю школу и Реальную школу во Львове. В 1892-1898 годах учился на инженерном факультете Национального университета «Львовская политехника». В течение нескольких лет подряд работал на строительстве железных дорог и железнодорожной администрации в Инсбруке, Львове и в Станислав.
В 1921 году назначен профессором Технического университета Львовской железной дороги и руководителем департамента железных дорог.
В 1925 году работал редактором Технического журнала». Был деканом инженерного отдела (1925-1933). Член Польского политехнического общества во Львове.
В 1931 году стал членом правления провинциального комитета Львова. 16 апреля 1936 года был вновь избран вице-президентом Львовского областного округа.
Во время вхождения Львова в состав СССР (1939-1941) продолжал работать в университете.
В 1945 году был вынужден уехать из Львова, сначала в Краков, где он в 1945-1947 годах проработал профессором в Краковской горно-металлургической академии имени Станислава Сташицы, а затем в 1947 году переехал во Вроцлав, где до 1958 года он был председателем железнодорожного строительства в Техническом университете Вроцлава.
В 1947-1949 годах — проректор Вроцлавской политехники. До 1958 года был руководителем кафедры строительства железных дорог в этой же Политехнике.
Отец архитектора, профессора Тадеуша Зипсера.

## Награды
- Командорский крест орден Возрождения Польши (1936)
- Офицерский крест орден Возрождения Польши (1950)
- Золотой крест Заслуги (1954)
- Рыцарь ордена Франца Иосифа (Австро-Венгрия, 1917)